# 戦車駆逐大隊 (アメリカ軍)
戦車駆逐大隊（せんしゃくちくだいたい、英語：Tank Destroyer Battalion, 略TDB）とは、第二次世界大戦中にアメリカ陸軍が運用した部隊である。戦車駆逐大隊は高い機動力を生かした側面攻撃によって敵機甲集団の進撃を破砕することを唯一の目的として編成された独立部隊であり、軍団もしくは軍司令部直轄の戦略予備戦力として通常は戦線後方で待機するはずであった。しかしながら戦争が進むと特定の師団と共に行動することが一般的になり、その運用形態も中隊や小隊規模に分割されて機甲部隊の補完・歩兵部隊の支援・機動火砲としての火力支援など本来のドクトリンとは異なるものになっていった。高い対戦車能力を持つ戦車が配備されるようになると専門の対戦車部隊を持つ必要性は低下し、軍の規模縮小もあって戦車駆逐大隊は戦後短期間のうちに姿を消すこととなった。

## 対戦車ドクトリンの策定

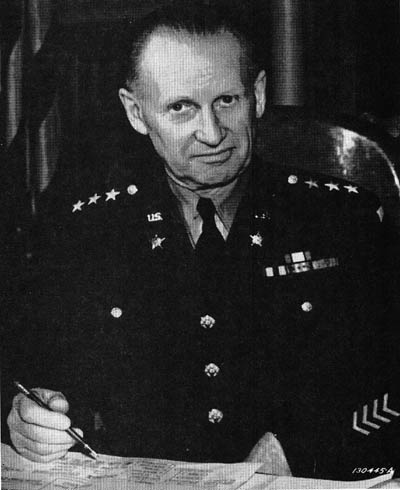
戦車駆逐部隊の設立に関わったレスリー・マクネア。砲兵畑出身のマクネアであるが、彼が唱えたのは機動と集中を旨とする有機的な対戦車部隊の運用であった。

第二次世界大戦が勃発すると、機甲部隊の集中及び迅速な突破を旨とするドイツ軍の「電撃戦」戦術は各国の軍関係者に大きな衝撃を与えた。既に大規模な機械化部隊を有する陸軍にとっても、その影響は注目に値するものであった。1939年のポーランド侵攻におけるポーランド第二共和国の崩壊、1940年のフランス侵攻におけるフランス陸軍及びイギリス海外派遣軍の敗北を通じて、不十分な対戦車能力しか有さない部隊が大規模な機甲部隊の攻撃を防ぐことはほとんど不可能であるという考えが力を持つようになった。フランス戦に関する同時代の研究では十分な対戦車兵器を持たない歩兵部隊は戦車の攻撃に対して非常に脆弱であるということを示しており、連合側に立って参戦する可能性があったアメリカでもこの問題に対して関心を払うようになった。
1941年4月、将来の対戦車戦闘に焦点を当てた検討委員会が開かれた。早急な対策としては歩兵師団の下に対戦車大隊（Anti-tank Battalion）を編成することであったが、この方法では対戦車部隊を有機的に運用することは難しくなってしまう。会議で広く支持を集めた案は敵の機甲部隊の出現に広く対処できるように軍団もしくは軍によって指揮される機動対戦車部隊を創設するというものであったが、問題はどの兵科がこのような部隊を扱うかであった。防御的な性格を持つという点では歩兵、機動的な対処部隊という点では騎兵、大型の砲を扱うという点では砲兵がそれぞれ候補として挙げられた。興味深いことに機甲部隊がこのような部隊の指揮権を主張することはなかったが、これは彼らの攻撃的な性格にそぐわないと考えたためであろう。指揮権をめぐる問題についてジョージ・マーシャル将軍は5月に諸兵科の複合的な部隊であるとみなす事で解決を図った。同時にアンドリュー・ブルース中佐を長とする対戦車計画委員会（Anti-Tank Planning Board）を創設し、レスリー・マクネア准将に対し早急に対戦車部隊を編成するよう命じた。
歩兵師団や各種支援部隊から部隊を引き抜き、それぞれ3個の対戦車大隊を有する3個の対戦車「集団」が早急に編成された。部隊に与えられた任務は「素早く・積極的に捜索を行い、敵機甲部隊が陣形を整える前に攻撃する」というものであった。8月には220個の対戦車大隊を創設するという計画が持ち上がった。これは陸軍の規模として55個師団を想定しており、各師団に配備される部隊が55個・軍団もしくは軍規模で運用する部隊が55個・総司令部（GHQ）の下で戦略予備に置かれる部隊が110個の合計220個大隊である。1個師団あたり4個の割合で対戦車大隊を創設するというこの大それた案に従えば全軍の1/4が対戦車任務につく計算になる。
最初に編成された9個の部隊は牽引式のM3 37mm砲及び75mm砲を半装軌車に搭載したM3 75mm対戦車自走砲を装備し、1941年夏に実施されたルイジアナ演習に参加した。ルイジアナ演習には機甲師団も参加しており、大規模で複合的な機械化部隊の行動能力および戦闘能力を試すとともに戦術・作戦面での問題を洗い出すことになっていた。一方で対戦車部隊側からすれば、機甲集団の攻撃を司令部直轄の対戦車部隊の機動的・集中的運用によって食い止めることが可能であるという対戦車ドクトリンを確立させるチャンスであった。マクネアは司令部直轄の対戦車部隊を編成し、同時に各歩兵師団が有する対戦車大隊についても対戦車戦闘を主眼に置いた運用をするよう命じた。結果からいうと、ルイジアナ演習において対戦車部隊は機甲部隊の攻撃阻止に成功した。この結果について機甲部隊側からは司令部の運用の不手際、あるいは不公正な判定によるものだとする意見が出された。しかしながら対戦車部隊が機甲部隊の進撃を阻止したことは事実であり、また司令部直轄の対戦車部隊よりも師団が有する対戦車大隊の方がより戦果を挙げたことで新ドクトリンは普遍的な性質を有していることが実証された。
対戦車部隊は11月に実施されたカロライナ演習に参加し、これらを通じて対戦車部隊の運用は成功であると判断された。11月27日、マーシャルはブルースの下で戦車駆逐戦術射撃センター（Tank Destroyer Tactical Firing Center）をフォート・フッドに設立し、合わせて総司令部の下に53個の対戦車大隊を新たに編成するよう命じた。また、より強そうな語感を持つ「タンク・デストロイヤー（Tank Destroyer）」という単語がこの時点から用いられるようになった。12月3日、既存の対戦車大隊は総司令部の指揮下に再配置された上で「戦車駆逐大隊（Tank Destroyer Battalion）」に改編された。
新たな対戦車ドクトリンについては1942年6月に策定された野戦教範18-5の「戦術的運用、戦車駆逐部隊」で言及されることとなった。同教範ではドクトリンについて「戦車駆逐部隊の目的は1つ、敵戦車の撃破である」と述べており、旺盛な攻撃精神を持つことを繰り返し強調している。戦車駆逐大隊は小規模の防御部隊に分割するのではなく完全な大隊として運用されることを前提にしており、敵機甲部隊の危機に直面するまで予備戦力として留め置かれる。また機甲部隊の運動に対応するための機動能力の必要性についても同じく強調されており、この事は戦車駆逐車両の設計において生存性や火力よりも速度や馬力を重視する原因にもなった。
完全に独立した部隊であるという戦車駆逐大隊の性格は軍内部の人種問題に関してある副作用を生むことになった。戦争省はアフリカ系アメリカ人からなる部隊を創設するという方針を立てていたが、陸軍では朝鮮戦争の時期まで人種による部隊の区分が残っていた。陸軍省は正当な割合で黒人部隊を創設するよう陸軍に迫り、既存の2個の大隊が黒人部隊に改編された。1942年には新たに4個、1943年にも4個（計画では6個）の大隊が創設された。いくつかの部隊は実践に参加し、その1つである第614戦車駆逐大隊（同大隊は第795および第846戦車駆逐大隊を原隊とする）C中隊第3小隊は黒人部隊として初めて大統領部隊感状を授けられた部隊となった。

## 北アフリカにおける初期の戦闘

37mm砲の訓練を受ける兵士。実戦ではドクトリンに沿った運用が行われることはほとんど無く、また自走砲と牽引砲についても戦前とは異なる評価が出た。

1942年から43年にかけての北アフリカ戦線において、軍は第1戦車駆逐集団（1st Tank Destroyer Group）の下で第601・第701・第767・第805・第813・第844・第899の7個戦車駆逐大隊を運用した。しかしながら戦車駆逐大隊は分割せずに大隊規模で運用するというドクトリンに反し、これらの部隊は決まって小隊規模に分割されて歩兵中隊の支援に用いられた。戦車駆逐大隊がそのままの規模で運用された例としてはエル・ゲタールの戦いにおいて第601戦車駆逐大隊が57両の戦車を含むドイツ軍第10装甲師団の強力な一団の攻撃を破砕した例がある。この戦いは開けた場所で戦車駆逐大隊が独立部隊として敵機甲部隊と交戦するという、本来のドクトリンに沿って行われた唯一の戦いという点で興味深い。
第601大隊が敵の攻撃を破砕した一方、同隊が戦力の2/3を失ったことで戦車駆逐大隊に対する批判も起こった。ジョージ・パットンは戦車駆逐大隊の基本理念に関して「戦場の地形にそぐわない」と述べた。マクネアは部隊の任務についてより踏み込んだ定義を行うことでこれに反論した。すなわち戦車駆逐大隊は敵部隊の捜索及び迎撃にあたって有利な位置を取るために高度な運動性を有する部隊であり、戦車駆逐車両は「有利な位置を取り、完全に隠れた状態で敵戦車を不意打ちするための機動力のみ必要である」。したがって攻勢正面での使用や戦車のような攻撃の支援には不向きであると述べた。
北アフリカ戦を通じてドクトリンには3つの大きな変化が現れた。まず第一に、戦車駆逐大隊の過度な編成計画が見直されたことである。計画では222個を予定していた戦車駆逐大隊の編成数は106個に減少した。理由の1つとして完全な自動車化歩兵師団の数が予想を下回ったこともあるが、ドイツ軍の装甲部隊の数が予想ほど多くはなかったことも原因である。編成計画数は1943年10月に78個まで減少した。
第二に、M3 GMC及びM10 GMCの欠点が認識されたことである。これらの車両は速度が不十分であり、また車高が高過ぎるために敵の砲火を直接浴びることとなった。北アフリカにおいて第2軍の指揮官であったオマール・ブラッドレー将軍は牽引砲を再び導入することを提案した。牽引砲の導入は攻撃精神の減退を招く恐れがあったものの、牽引砲は迅速に壕へ搬入することが可能であり、また視認性が低い点については皆が認めるところであった。だがブラッドレーは自らの提案によって牽引砲大隊が創設されることは望んでおらず、彼の真の狙いは対戦車戦力を歩兵の指揮下に収めることであった。イギリス陸軍が壕にダッグインさせた対戦車砲によって戦果を挙げているという事実も彼の主張を後押しした。こうして夏にはM5 3インチ砲を装備する実験的な大隊が編成され、マクネアの後押しもあって11月には全大隊のうち半数を牽引砲大隊に改編するという命令が出された。これはブラッドレーの提案からは大きく逸れたものであった。
第三に、戦車駆逐大隊の運用方針が変化したことである。公式のドクトリンでは未だに完全な大隊規模で運用するよう求めていたにもかかわらず、戦車駆逐戦術射撃センターでは他部隊との協同や小規模の部隊行動などに焦点を当てるようになった。新たな野戦教範では戦車駆逐「小隊」の独立行動について議論する余地を設けており、また兵士は間接射撃や対構造物射撃といった副次任務につくための訓練を開始した。

## シチリア島及びイタリア戦線

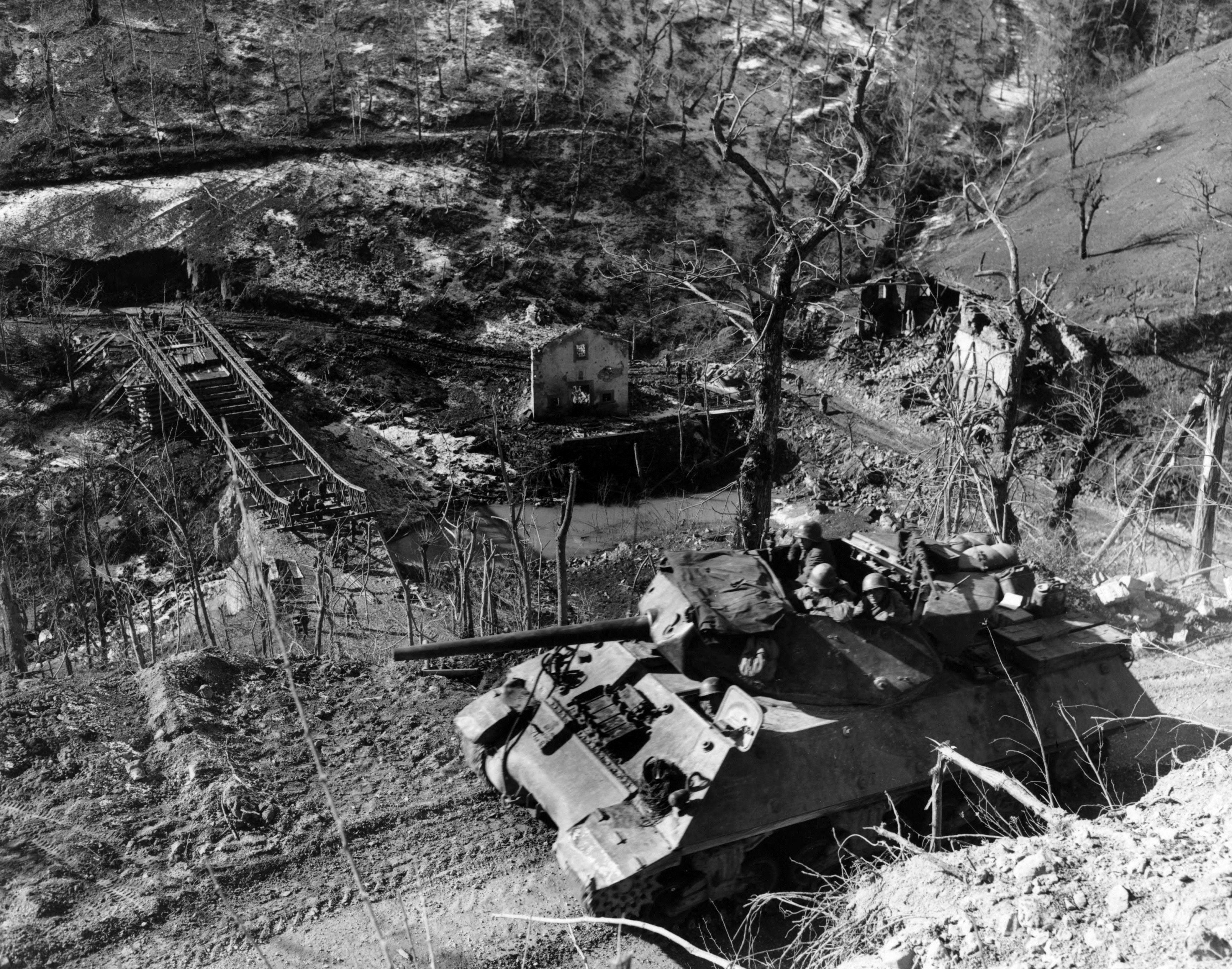
山道を進む第701大隊のM10 GMC。このような地形はイタリア半島で一般的に見られるものである。

戦車駆逐大隊にとって2番目の戦場となったのは1943年6月のシチリア島上陸、9月のイタリア本土上陸に始まるイタリア戦線であった。枢軸軍の機甲部隊は依然健在であったにもかかわらず、戦車駆逐大隊とそれら戦車部隊との間で大規模な戦闘が行われることはほとんどなかった。その一因としてこの地域の起伏に富んだ険しい地形が挙げられるが、同じく枢軸軍の内部で保守的・受動的な性質が表れはじめたことも原因である。したがって戦車駆逐大隊は対戦車任務以外のさまざまな任務に用いられており、最も一般的な例は局地的な火力支援であった。
1944年の終わりごろに出された戦車駆逐大隊の運用に関する報告書では、戦車駆逐大隊が機甲部隊の任務を補完するような役割を担うことを期待されていたことがうかがえる。
攻撃の計画段階において、歩兵部隊の指揮官はほとんど例外なくきちんと分別を持って戦車駆逐車両による支援を要請したり、あるいは期待したりする。ところがいざ攻撃が始まるとほとんど例外を含んでいなかったはずの既存の攻撃計画は破棄されて、駆逐車両はあたかも戦車のように歩兵部隊の前面に出るように命じられた。
機甲部隊と共同して任務を行う際は戦車駆逐中隊もしくは小隊が戦車大隊もしくは中隊の下に組み込まれ、戦車部隊の支援を行うことが一般的であった。防御任務においては戦車及び戦車駆逐車両は共に戦線後方に待機し、敵の機甲部隊の激しい攻撃を受けている友軍歩兵部隊の支援に差し向けられた。
イタリア戦線を通じて得られた戦訓として、牽引砲部隊への改編は当初考えられていたほどの利益をもたらさないと判明したことが挙げられる。戦車駆逐車両の機動力及び防護力は牽引砲の低い視認性に勝っていたのである。アンツィオの戦いにおいて敵地深くまで進出しすぎたイギリス軍の対戦車砲部隊は移動が難しかったために簡単に撃破されてしまったが、これは自走砲部隊が後退して戦闘を継続できたこととは対照的であった。
イタリア戦線で主に用いられた戦車駆逐車両はM10 GMCである。M10の搭載砲はV号戦車パンターやVI号戦車といった戦車の装甲にこそ威力不足であったが、その他多くの車両に対しては十分な威力を有していた。M18 GMCは1944年夏に運用が開始されたが、イタリア戦線では大きな成功を収めることはなかった。M18が持つ高い機動力をイタリアの地形で生かすことは難しかったからである。

## 西部戦線

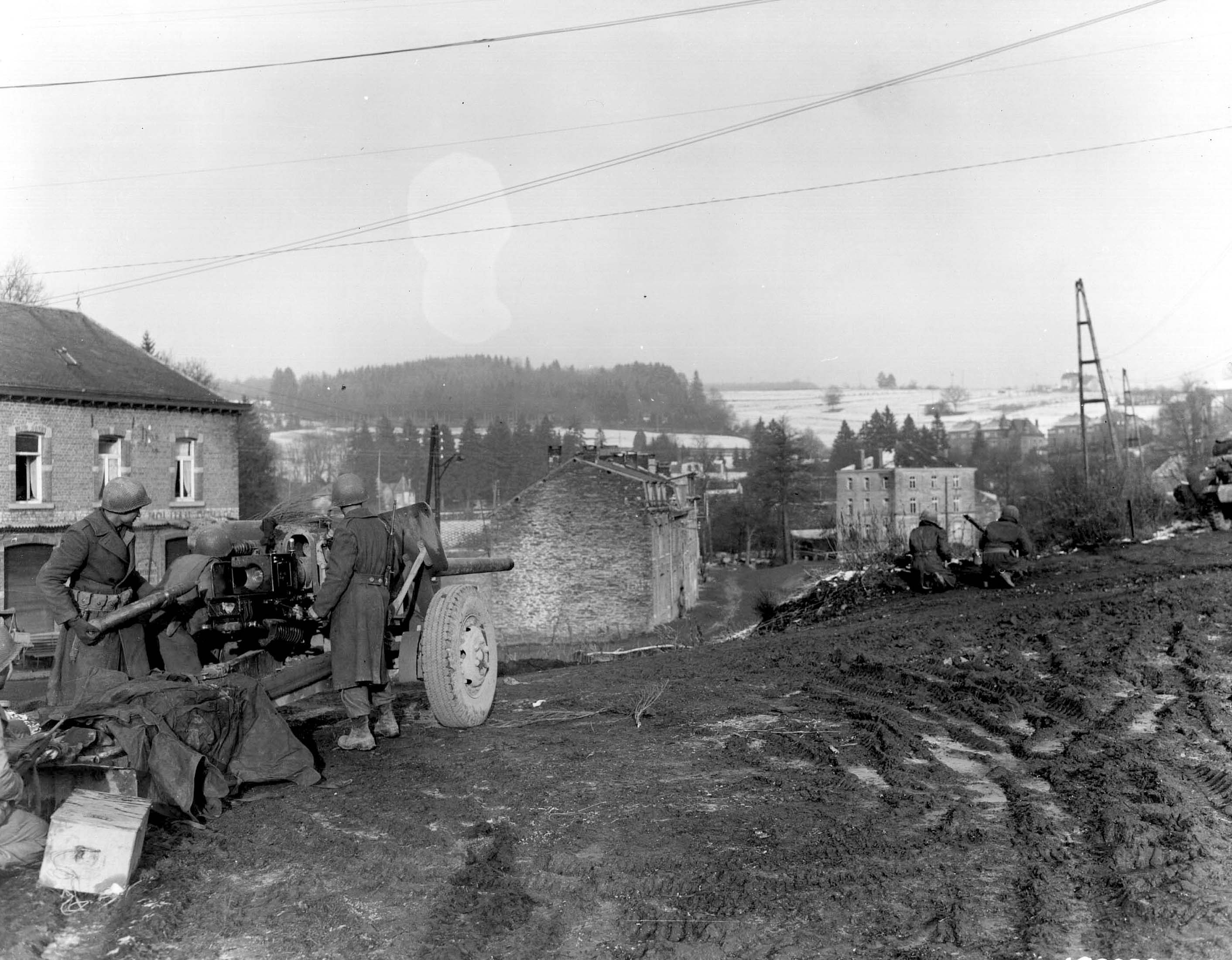
ベルギーで撮影された3インチ砲。西部戦線での運用を通じて牽引砲部隊は自走砲部隊に改編されることになった。

西部戦線におけるフランス・低地諸国・ドイツ本国での作戦では最も多くの戦車駆逐大隊が運用された。戦車駆逐大隊は作戦の最初期から戦闘に参加しており、最も早い例としてはD-Day当日のユタ・ビーチに増援として上陸した1個大隊が存在する。
1944年6月に導入された野戦教範18-5の改訂版では、戦車駆逐大隊の作戦ドクトリンはより広げられることとなった。改定された教範では戦車駆逐大隊を分散して運用することを認めており、また予想される敵機甲部隊の運用規模が小さい時は戦車駆逐車両を前進部隊に組み込むことを推奨していた。戦車駆逐大隊を半永久的に師団の指揮下に置くことが一般的になり、これによって局地的な突発事態に対して戦車駆逐部隊を投入することが可能になった。更に師団が前線から離れている時、戦車駆逐大隊は師団と共に訓練を行うことが可能になった。
ノルマンディーにおける戦闘のうち、戦車駆逐大隊にとってもっとも意味のある戦闘を挙げるとするならば8月上旬に行われたモルタンの戦いであろう。ここでは牽引式の3インチ砲を装備する第823戦車駆逐大隊が第30歩兵師団と共に防御戦闘を行った。戦闘開始時の師団の位置はあくまで一時的なものであり、戦闘準備は出来ていなかった。しかしながら8月6日、濃い霧の中から4個戦車師団の一部からなる装甲部隊が出現した。第823大隊は激しい防御戦闘を行い14両の敵戦車を撃破したものの、自身も11門の砲を失うなど甚大な損害をこうむった。この戦闘は牽引砲の有効性についての疑念を浮かび上がらせることとなり、12月に提出された報告書では自走砲部隊を重視して牽引砲部隊は廃止すべきであるとの提言がなされていた。
1944年12月から1945年1月にかけて行われたバルジの戦いにおいて、アメリカ軍はヨーロッパで初めて戦略的防御行動を強いられることとなった。ドイツ軍は1,500両の装甲車両を有する10個装甲師団を含む24個師団の戦力をもってアルデンヌの森における大攻勢を開始した。主力部隊は戦線の最前面に配置されていた第28歩兵師団及び第106歩兵師団に襲い掛かった。第28師団は第630戦車駆逐大隊、第106師団は第820戦車駆逐大隊を有していたが、両者共に牽引砲を装備する大隊であった。これら牽引砲は敵と接触しても再配置や後退させることは難しく、進撃する敵部隊によって蹂躙された。また牽引砲は戦車駆逐車両と異なり小火器による攻撃に対しても脆弱であり、したがって歩兵部隊による攻撃によって無力化されることもあった。低温でじめじめした気象条件は牽引砲の機動力不足に拍車をかけた。装輪車両は沼地によって行動を阻害され、設置された火砲は移動手段を失った。第1軍全体で失われた戦車駆逐部隊のうち3/4は牽引砲部隊であった。一例として牽引砲を装備する第801戦車駆逐大隊は2日の戦闘で17門の砲を失ったが、同隊の側で戦っていたM10 GMCを装備する第644戦車駆逐大隊は理想的な待ち伏せ攻撃により2日間で17両の戦車を撃破した。牽引砲部隊はその能力不足を露呈し、1945年1月11日に戦争省はヨーロッパに展開する既存の牽引砲部隊を自走砲部隊に改編すべきだというドワイト・アイゼンハワーの要請を承認した。
戦車駆逐車両はバルジの戦いを通じて作戦行動を行った。起伏に富む地形での戦闘はイタリア半島での戦闘に近いものであった。M18 GMCを装備する第705戦車駆逐大隊はバストーニュの戦いにおいて第101空挺師団と共に戦い、同市の防衛において重要な役割を担った。バストーニュ戦において、90mm砲を装備するM36 GMCは初めて大規模な戦闘を経験した。第610・第703・第740の3個大隊が同車を運用し、その高い能力を実証した。
アルデンヌにおける戦車駆逐大隊の運用とドクトリンとの間には2つの相違点が存在した。まず第一に、戦車駆逐大隊を戦略予備として後方に待機させなかったことである。多くの大隊は師団に配備され、後方ではなく前線近くに布陣した。第二に、大隊がそのままの規模で運用されることが稀であったことである。多くの大隊は小隊もしくは中隊規模に分割されて歩兵大隊に配備され、局地的な対戦車任務に従事した。
攻勢に失敗したドイツ軍は同時に多くの装甲車を失うこととなり、限られた補給能力もあいまって西部戦線の装甲戦力は壊滅した。戦車駆逐大隊は終戦までの数ヶ月間を機動支援部隊として行動し、小部隊に分割されて二次的な任務につくこととなった。

## 太平洋戦線
日本陸軍の限られた機甲戦力により、太平洋戦線で活動した戦車駆逐大隊の数はさほど多くはなかった。太平洋戦線における戦車駆逐大隊の主たる任務は歩兵支援であり、戦車駆逐車両は高い機動力を持つ火砲として扱われた。視界を良くするために戦車駆逐車両の砲塔上部は開放されていたが、日本軍歩兵による近接攻撃に対する防護能力という点では戦車に比べて劣っていた。

## 戦車駆逐大隊の解体

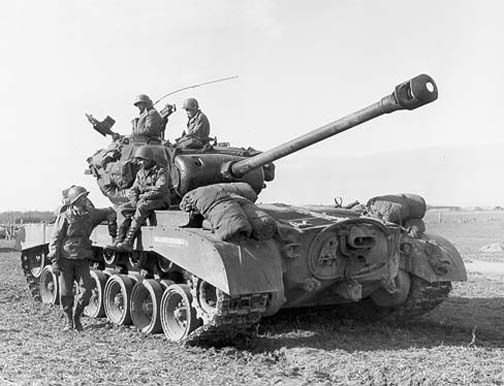
終戦間際に実戦投入されたM26。高い対戦車能力を持つ戦車の普及と、戦後の軍備縮小によって戦車駆逐大隊は短期間で姿を消すことと成った。

終戦時点でアメリカ陸軍には63個戦車駆逐大隊が存在し、その多くは自走砲部隊であった。
戦車駆逐大隊は実戦で二次的な任務における汎用性と有効性を実証したものの、陸軍のドクトリンの変化によって1945年までにその長期的な有効性には疑問が生じつつあった。戦車駆逐大隊の主たる任務は敵機甲部隊の撃破であるが、この任務については他国と同様にアメリカ軍においても戦車が担うようになった。火力については強力な90mm砲を装備するM36 GMCが出現して実戦でその能力を証明したが、終戦間際にヨーロッパの戦場に現れたM26重戦車も同じく90mm砲を装備していた。M26は戦後すぐに機甲部隊の標準的な車両として用いることが出来るよう、中戦車に再設計された。十分な対戦車能力を有する戦車が普及しつつあるという事実は同時に専門の対戦車部隊を持つ必要性を低下させることとなった。
対戦車ドクトリンに従って特徴的な設計を施された戦車駆逐車両についても、多くの戦場では戦車と大差無い運用が行われた。本来であれば高い機動力を生かして敵機甲部隊の出現に有機的に対処し、上部が開放された砲塔がもたらす良好な視界によって敵をいち早く発見し、敵機甲部隊の撃滅に努めるはずであった。しかしながら実際には機甲部隊と行動を共にする、あるいは歩兵部隊の支援に従事することがしばしばであった。ヨーロッパの戦闘において戦車駆逐車両が消費した弾薬の調査によると徹甲弾と榴弾の消費量の比率は1：11であり、戦車駆逐車両としての対戦車任務よりも機動火砲としての全般支援任務の方がはるかに多かったことを示している。
加えて、陸軍は戦後の短期間でその規模を大幅に縮小したことも戦車駆逐大隊にとってはマイナスに働いた。平時に運用する部隊として考えると、完全装備の3〜4個師団に相当する戦車駆逐部隊の運用コストはあまりにも高すぎた。1945年に出された報告書「戦車駆逐部隊の組織・装備・戦術的運用に関する研究（Study of Organization, Equipment, and Tactical Employment of Tank Destroyer Units）」によって、戦車駆逐大隊は解体の方向に向かうこととなった。11月10日には戦車駆逐戦術射撃センターが閉鎖され、戦車駆逐大隊の解体は確実なものになった。1946年までにすべての戦車駆逐大隊が解体された。

## 編成
1941年12月に最初の3つの編成が誕生した。このうち2つは37mm砲のみを装備する軽量編成であったが、第893戦車駆逐大隊をモデルとした3番目の編成を標準化するためにすぐに廃止された。公式な標準編成は1942年6月に公表された野戦教範18-5によって決定された。これは「戦車駆逐大隊・重編成・自走砲（Tank Destroyer Battalion, Heavy, Self-propelled）」と称するものであり、本部中隊・戦闘工兵を有する偵察中隊・そして12両の車両を有する戦車駆逐中隊3個から成っていた。戦車駆逐中隊は37mm自走砲小隊1個と75mm自走砲小隊2個を有していた。各小隊はそれぞれ2門の自走砲を有する2個班・2門の37mm自走砲を有する1個防空班・および12名の兵士を有する1個護衛班から構成される。すなわち1個戦車駆逐大隊が有する兵器は37mm自走砲12門・75mm自走砲24門・対空自走砲18門・兵士108名である。車両は3/4tトラックに37mm砲を搭載したM6 GMC、ハーフトラックに75mm砲を搭載したM3 GMCである。以下にこの編成を表で示す。
| 戦車駆逐大隊 | 戦車駆逐大隊 | 戦車駆逐大隊 | 戦車駆逐大隊 | 戦車駆逐大隊 | 戦車駆逐大隊 |  |  | 戦車駆逐中隊 | 戦車駆逐中隊 | 戦車駆逐中隊 | 戦車駆逐中隊 | 戦車駆逐中隊 | 戦車駆逐中隊 |  |  |  |  |  |  | 軽自走砲小隊 | 軽自走砲小隊 | 軽自走砲小隊 | 軽自走砲小隊 | 軽自走砲小隊 | 軽自走砲小隊 |  |  |  |  |  |  | 車両班 戦車駆逐車2両 | 車両班 戦車駆逐車2両 | 車両班 戦車駆逐車2両 | 車両班 戦車駆逐車2両 | 車両班 戦車駆逐車2両 | 車両班 戦車駆逐車2両 |
| 戦車駆逐大隊 | 戦車駆逐大隊 | 戦車駆逐大隊 | 戦車駆逐大隊 | 戦車駆逐大隊 | 戦車駆逐大隊 |  |  | 戦車駆逐中隊 | 戦車駆逐中隊 | 戦車駆逐中隊 | 戦車駆逐中隊 | 戦車駆逐中隊 | 戦車駆逐中隊 |  |  |  |  |  |  | 軽自走砲小隊 | 軽自走砲小隊 | 軽自走砲小隊 | 軽自走砲小隊 | 軽自走砲小隊 | 軽自走砲小隊 |  |  |  |  |  |  | 車両班 戦車駆逐車2両 | 車両班 戦車駆逐車2両 | 車両班 戦車駆逐車2両 | 車両班 戦車駆逐車2両 | 車両班 戦車駆逐車2両 | 車両班 戦車駆逐車2両 |
|              |              |              |              |              |              |  |  |              |              |              |              |              |              |  |  |  |  |  |  |              |              |              |              |              |              |  |  |  |  |  |  |                      |                      |                      |                      |                      |                      |
|              |              |              |              |              |              |  |  |              |              |              |              |              |              |  |  |  |  |  |  |              |              |              |              |              |              |  |  |  |  |  |  | 車両班 戦車駆逐車2両 |                      |                      |                      |                      |                      |
|              |              |              |              |              |              |  |  |              |              |              |              |              |              |  |  |  |  |  |  |              |              |              |              |              |              |  |  |  |  |  |  |                      |                      |                      |                      |                      |                      |
|              |              |              |              |              |              |  |  |              |              |              |              |              |              |  |  |  |  |  |  |              |              |              |              |              |              |  |  |  |  |  |  |                      |                      |                      |                      |                      |                      |
|              |              |              |              |              |              |  |  |              |              |              |              |              |              |  |  |  |  |  |  |              |              |              |              |              |              |  |  |  |  |  |  | 防空班 対空自走砲2門 |                      |                      |                      |                      |                      |
|              |              |              |              |              |              |  |  |              |              |              |              |              |              |  |  |  |  |  |  |              |              |              |              |              |              |  |  |  |  |  |  |                      |                      |                      |                      |                      |                      |
|              |              |              |              |              |              |  |  |              |              |              |              |              |              |  |  |  |  |  |  |              |              |              |              |              |              |  |  |  |  |  |  |                      |                      |                      |                      |                      |                      |
|              |              |              |              |              |              |  |  |              |              |              |              |              |              |  |  |  |  |  |  |              |              |              |              |              |              |  |  |  |  |  |  | 護衛班 兵士12名      |                      |                      |                      |                      |                      |
|              |              |              |              |              |              |  |  |              |              |              |              |              |              |  |  |  |  |  |  |              |              |              |              |              |              |  |  |  |  |  |  |                      |                      |                      |                      |                      |                      |
|              |              |              |              |              |              |  |  |              |              |              |              |              |              |  |  |  |  |  |  | 重自走砲小隊 |              |              |              |              |              |  |  |  |  |  |  |                      |                      |                      |                      |                      |                      |
|              |              |              |              |              |              |  |  |              |              |              |              |              |              |  |  |  |  |  |  |              |              |              |              |              |              |  |  |  |  |  |  |                      |                      |                      |                      |                      |                      |
|              |              |              |              |              |              |  |  |              |              |              |              |              |              |  |  |  |  |  |  |              |              |              |              |              |              |  |  |  |  |  |  |                      |                      |                      |                      |                      |                      |
|              |              |              |              |              |              |  |  |              |              |              |              |              |              |  |  |  |  |  |  | 重自走砲小隊 |              |              |              |              |              |  |  |  |  |  |  |                      |                      |                      |                      |                      |                      |
|              |              |              |              |              |              |  |  |              |              |              |              |              |              |  |  |  |  |  |  |              |              |              |              |              |              |  |  |  |  |  |  |                      |                      |                      |                      |                      |                      |
|              |              |              |              |              |              |  |  | 戦車駆逐中隊 |              |              |              |              |              |  |  |  |  |  |  |              |              |              |              |              |              |  |  |  |  |  |  |                      |                      |                      |                      |                      |                      |
|              |              |              |              |              |              |  |  |              |              |              |              |              |              |  |  |  |  |  |  |              |              |              |              |              |              |  |  |  |  |  |  |                      |                      |                      |                      |                      |                      |
|              |              |              |              |              |              |  |  |              |              |              |              |              |              |  |  |  |  |  |  |              |              |              |              |              |              |  |  |  |  |  |  |                      |                      |                      |                      |                      |                      |
|              |              |              |              |              |              |  |  | 戦車駆逐中隊 |              |              |              |              |              |  |  |  |  |  |  |              |              |              |              |              |              |  |  |  |  |  |  |                      |                      |                      |                      |                      |                      |
|              |              |              |              |              |              |  |  |              |              |              |              |              |              |  |  |  |  |  |  |              |              |              |              |              |              |  |  |  |  |  |  |                      |                      |                      |                      |                      |                      |
|              |              |              |              |              |              |  |  |              |              |              |              |              |              |  |  |  |  |  |  |              |              |              |              |              |              |  |  |  |  |  |  |                      |                      |                      |                      |                      |                      |
|              |              |              |              |              |              |  |  | 偵察中隊     |              |              |              |              |              |  |  |  |  |  |  |              |              |              |              |              |              |  |  |  |  |  |  |                      |                      |                      |                      |                      |                      |
|              |              |              |              |              |              |  |  |              |              |              |              |              |              |  |  |  |  |  |  |              |              |              |              |              |              |  |  |  |  |  |  |                      |                      |                      |                      |                      |                      |
|              |              |              |              |              |              |  |  |              |              |              |              |              |              |  |  |  |  |  |  |              |              |              |              |              |              |  |  |  |  |  |  |                      |                      |                      |                      |                      |                      |
|              |              |              |              |              |              |  |  | 本部中隊     |              |              |              |              |              |  |  |  |  |  |  |              |              |              |              |              |              |  |  |  |  |  |  |                      |                      |                      |                      |                      |                      |
|              |              |              |              |              |              |  |  |              |              |              |              |              |              |  |  |  |  |  |  |              |              |              |              |              |              |  |  |  |  |  |  |                      |                      |                      |                      |                      |                      |

北アフリカに展開した戦車駆逐大隊はこの編成を採用し、また軽重両方の対戦車砲も用いた。しかしながらヨーロッパから届いた報告によると軽対戦車砲の実戦における有効性は限られたものになっており、よって1942年10月に公表された新しい編成では37mm砲を装備する軽小隊は75mm砲を装備する重小隊に改編されることとなった。3インチ砲を装備したM10 GMCの配備が開始されると、75mm砲を装備したM3 GMCはM10によって置き換えられていった。
1943年までに戦車駆逐大隊の役割についての理解はより深まり、大規模や戦車駆逐部隊の運用という初期のドクトリンは廃れることになった。結果として戦車駆逐大隊の編成予定数は削減されることになった。1943年1月に新たな編成に関する話し合いを実施した結果、不必要であると判明した対空砲部隊の削減・支援部隊の削減・小隊本部と護衛班の統合を通じて1/4の人員を削減することとなった。人員・一部部隊の削減があったものの、戦車駆逐部隊としての戦闘能力は維持された。
1943年初頭、北アフリカでは1つの問題が持ち上がった。陸軍は戦車駆逐部隊に対してより防御的な役割を要求するようになったのである。1月の試験を経て3月31日には15個大隊を牽引砲部隊に改編するよう命じられた。間もなくすべての戦車駆逐大隊のうち半数を牽引砲部隊とする事が決定した。部隊編成の概略については自走砲部隊とほとんど同じであった。小隊は4門の砲を装備し、大隊は3個小隊空構成される中隊3個を有していた。ただし偵察中隊の規模は縮小し、本部中隊内の2個小隊となった。より大型の3インチ砲の導入および護衛兵の増員が必要となったため、大隊の人員は再び増加することになった。大隊が装備する3インチ砲はトラックもしくはM3ハーフトラックで牽引された。ところがノルマンディーおよびイタリアにおける戦闘を通じて牽引砲は自走砲に劣るという事実が判明した。戦車駆逐部隊の損失のうち85%が牽引砲であり、牽引砲部隊は自走砲部隊に戻されることとなった。

## 車両

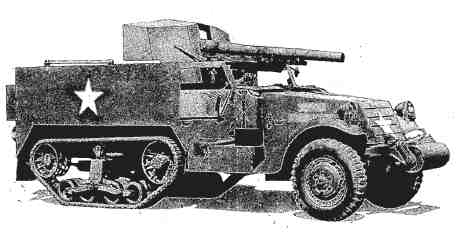
初期の戦車駆逐車両であるM3 GMC。後には「完全な」戦車駆逐車であるM10 GMC等の新型車両によって置き換えられることとなった。

戦車駆逐大隊が有する車両はGMC（Gun Mortor Carriage：動力付き砲運搬車）である。高い機動力を持つ機甲部隊の出現に対して戦線後方から進出し、戦術的に有利な位置を占位できるように速度性能を最優先とした設計が行われた。また敵車両を先んじて発見し、伏撃に努めることが出来るように上部が開放され、広い視界を有していたことも特徴である。
初期に編成された部隊の一部は牽引式の37mm砲を装備していたが、同砲はまもなく装備から外されることになった。75mm砲を装備するM3 GMCに加えて、一般的な37mm対戦車砲を利用した対戦車自走砲を開発しようという試みが行われた。これは3/4tトラックの荷台に37mm砲を搭載したM6 GMCとして設計されることになる。量産されたM6は各中隊の37mm自走砲小隊に配備されたが、37mm砲の有効性が低下したこともあって1942年11月以降はM3によって代替されていった。北アフリカにおけるM6の運用は限られており、1943年には部隊から引き上げられた。一部は自由フランスによって1944年から45年にかけてヨーロッパで運用された。また37mm砲用の砲架は部隊レベルでの改造によってM2ハーフトラックの一部にも搭載された。
M3の欠点については1941年の演習で早くも指摘されており、得られた経験から速度性能を最優先に設計される「完全な」戦車駆逐車両が計画された。しかしながら開発には時間を要する可能性があり、それまでのつなぎとして単純な設計が求められた。そこで既に開発済みのM4中戦車のシャーシを流用し、高初速のM1918 3インチ砲を搭載できるよう改造を加えることとなった。こうして開発された戦車駆逐車両はM10 GMCとして制式化された。M10は機動性を優先するために装甲を犠牲にしており、また良好な視界を得るために砲塔上部は開放されていた。北アフリカ戦に参加した車両は少なかったものの、その後の戦闘でM10は代表的な戦車駆逐車両となった。
M3・M6・M10に続いて登場した戦車駆逐車はM18 GMCであり、「ヘルキャット（Hellcat）」の愛称でも知られる。M18は制式化こそM10よりも遅かったものの開発自体はM10よりも先に始まっており、その原型は37mm砲を装備する新型車両として要求されたものである。結果的にはより強力な76mm砲を搭載することとなったが、M18が装備する新型の76mm砲（実際の口径は76.2mm = 3インチである）はM10が装備する3インチ砲と同じ弾頭を使用するものの、薬莢が異なっている。M18は新しいシャーシを使用し、M10に比べて10tも軽量でありその最高速度は時速50マイルに達した。しかしながら装甲厚もM10に比べて半減しており、実戦における生存性という点では少々問題があった。M18は1944年中頃から本格的な運用が開始された。
戦車駆逐車両として最後に設計された車両はM36 GMCであり、「ジャクソン（Jackson）」の愛称でも知られる。M36はM10の車体に90mm砲を搭載する大型の砲塔を装備したものであり、アメリカ軍がヨーロッパに持ち込んだ車両の中で最も火力が優れた車両の1つであった。1942年に試作車両が製作され、1944年6月にM10A1の車体を利用したT71がM36として採用された。軍はヨーロッパに展開する戦車駆逐大隊の装備車両をM10からM36に換装することを要求し、最初の車両は1944年9月に前線に到着した。強力な90mm砲を装備するM36の対戦車能力は前任の車両と比べて著しく向上しており、ドイツ軍のV号戦車を3,200ヤードの距離から撃破した記録も残っている。装甲の厚さなどを見てもM18に比して生存性の面で優れていた。

## 大隊番号
1941年に師団対戦車大隊を戦車駆逐大隊に改編した際、各々の大隊番号は改められることになった。歩兵師団に所属していた大隊は600番台。機甲師団に所属していた大隊は700番台・野戦砲兵に所属していた大隊は800番台の大隊番号を付与された。戦車駆逐大隊には牽引砲を装備するものと自走砲を装備するものがあったことは前述したとおりであるが、両者を区分するために牽引砲部隊の大隊番号にはtowedを表す(T)・自走砲部隊の大隊番号にはself-propelledを表す(SP)が付けられた。